# Sűrített levegő

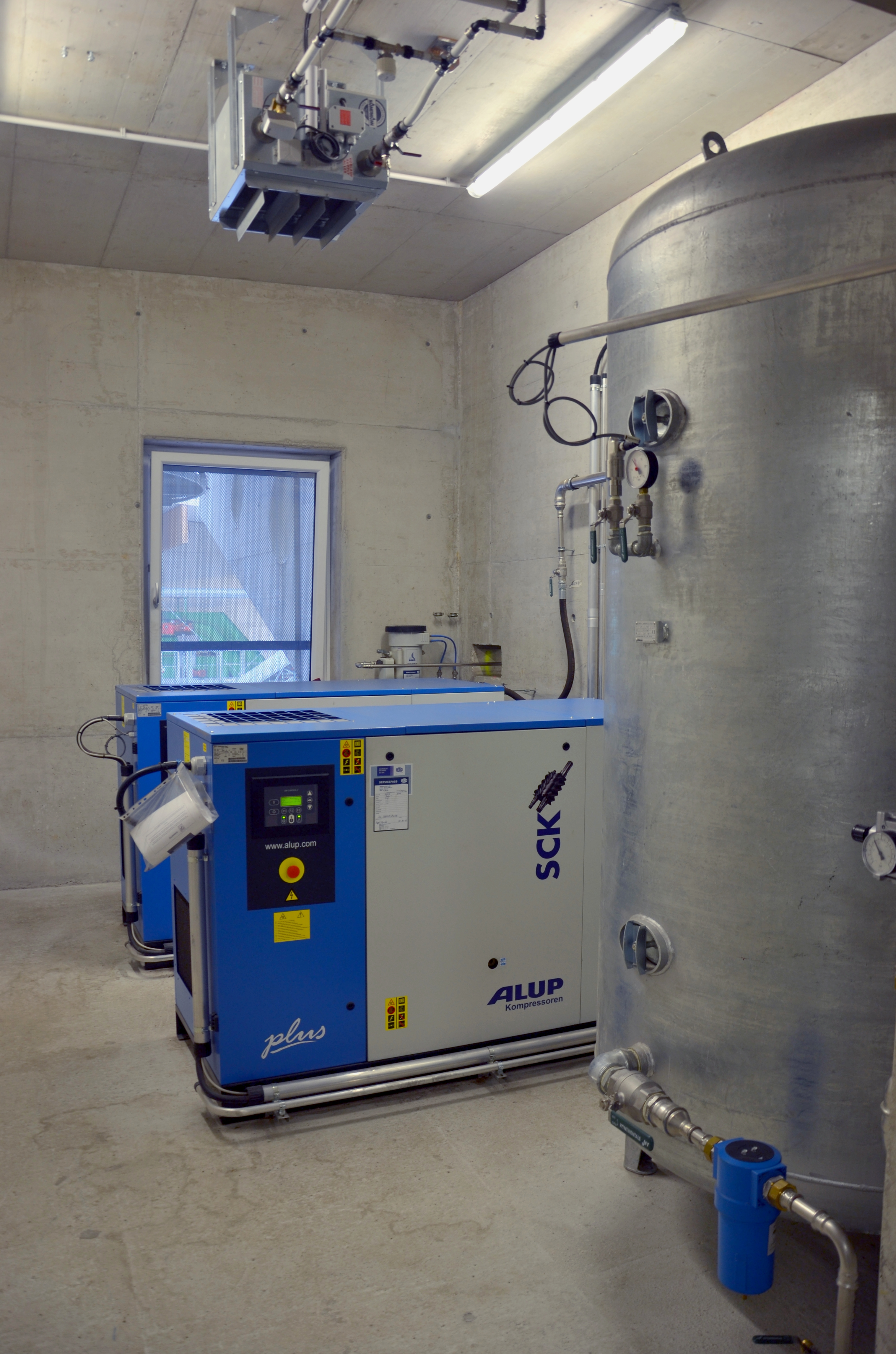
Sűrített levegő kompresszorok, légtartállyal

A sűrített levegő a származtatott energiahordozók egyik fajtája. Az iparban jelentős szerepe van. Segítségével szerszámgépek, ipari robotok mechanikus működtetése, szabályozási elemek (pneumatika) energiaellátása történik. A magyar ipar energiafogyasztásának kb. 18%-át a 90-es években a sűrített levegő tette ki.

## A sűrített levegő rendszer részei
- A sűrített levegőellátás rendszernek tekinthető, amely ellátásból, elosztásból, és fogyasztókból áll.
- A sűrítést kompresszorok végzik. Legjobb hatásfokúak a nagyobb dugattyús kompresszorok, közepesek a kisebb dugattyús, és a csavar kompresszorok, kissé rosszabb hatásfokúak a turbókompresszorok.
- A sűrített levegő hálózat részei: légtartály (tároló), szárító, csővezeték hálózat, szűrők, nyomáscsökkentők.
- A fogyasztók közül ismertebbek: faipari gépek, autóipari és szerviz gépek, festés.

## A sűrített levegő jellemzői
- levegő nyomás: általában 6 bar
- minősége: szennyeződésmentes (szilárd anyag, olaj és víz mentes)
- hőmérséklet: technológiai igény szerint (hűtés nélkül kb. 80-100°C)

A jellemzők hatása a rendszer működésére jelentős. A sűrített levegő nyomás 1 baros csökkenése a fogyasztóknál 20%-os teljesítmény csökkenést okozhat. Nyomásesést a hálózati elemek ellenállása, vagy veszteségek okozhatnak. A levegő minősége a rendszer élettartamára van hatással, jó minőségű sűrített levegővel működő kompresszor első tíz évében az elektromos meghajtás költségei teszik ki a költség 75%-át. A hőmérséklet a gázok nyomását, térfogatát befolyásolja, a pontos teljesítményhez hőmérséklettartás szükséges. Másrészt a kompresszorban jelentős mennyiségű hulladékhő keletkezik, amit a költségek csökkentése érdekében helyi igények kielégítésére lehet használni.

## Felhasználási technológia jellemzői
A sűrített levegő gyártástechnológiai, ill. felhasználási adatai befolyásolják a fogyasztást, karbantartást, veszteségeket. A rendszer szivárgásellenőrzése és javítása növeli a gazdaságosságot. A teljesítmény üzemszüneti és állásidejű részének behatárolása jelentős hatású lehet. A szükséges üzemi max. nyomás minimalizálása lehetővé teheti kisebb nyomású gépek beruházását. Maguk a gyártástechnológiai műveletek kialakíthatók úgy, hogy a sűrített levegő felhasználás a szükséges mértéket ne lépje túl. Ilyenek a működés időzítésének, egyszerre több sűrített levegő fogyasztó bekapcsolásának, a mechanikai elrendezésnek, a hatás idejének beállítása. 

## Hulladékhő hasznosítás
Egy átlagos sűrített levegő kompresszornak a hővesztesége kb. 85-93%, aminek kb. 86-94%-a hasznosítható. Költségekben elérhető megtakarítás kb. 30-80%.
Felhasználási területek:
- fűtés,
- használati melegvíz,
- kazántápvíz előmelegítés,
- technológiai melegvíz.

A megtakarítási potenciál például 80% is lehet akár a 15 legfejlettebb EU-s állam egyes üzemeiben. Becslések szerint 13 500 GWh/év elektromos energia, ezzel 5,3 millió tonna CO2 kibocsátás lenne megtakarítható, akár egy éven belüli megtérüléssel, egyszerű intézkedésekkel.